# Свети Йосиф (колеж в Пловдив)
Вижте пояснителната страница за други значения на Свети Йосиф.
Френският колеж „Свети Йосиф“ е девическо католическо училище в Пловдив, съществувало в края на XIX и първата половина на XX век.

## История
Девическата конгрегация Св. Йосиф на Явлението е основана на 25 декември 1832 г. в Гаяк (Южна Франция) от Емили дьо Виалар (1797 – 1856), която става една от най-известните представителки на френското католическо мисионерство през ХIХ в.
Първоначално целта на новосъздадената религиозна общност е да подпомага бедни и изоставени деца, но от 1835 г. се отдава на мисионерска дейност извън Франция. През 1866 г. В Пловдив идват монахини-йосифинки, които основават девическото училище „Св. Йосиф“. Първата директорка е сестра Евгени Лорес. В навечерието на Освобождението в него учат по около 50 момичета, които освен общото образование получават и отлична подготовка по френски език.
Успенският образователен модел изпитан в колежа „Св. Августин“ е възприет и следван от йосифинките, които през 1899 г. създават девическия колеж „Св. Йосиф“. Колежът започва с 8 монахини преподавателки и 150 ученички, някои от които са на пансион. Първата директорка е сестра Мари Бенард. В навечерието на Балканската война преподавателките вече са 15, а броят на ученичките надхвърля 300. Учебното заведение е признато от Министерството на народното просвещение, а образователната и възпитателната му дейност се характеризират със същите предимства, с които се слави и мъжкият колеж.
Сградата на френския девически колеж „Свети Йосиф“ е построена през 1899 г. по проект на Георги Фингов и Вълко Вълкович. За външната украса на сградата са използвани лизени – елементите на ъглите на сградата и обрамчване на прозорците. След земетресението през 1928 г. арх. Камен Петков ремонтира сградата и надстроява трети етаж. Релефната украса на фасадата на сградата е в стил сецесион.
По време на и Балканската война и Първата световна война в колежа е настанена военна болница. Монахините от обществото на Св. Йосиф на Явлението в продължение на 26 месеца безвъзмездно изпълняват ролята на милосърдни сестри. 
През 1927 г. девическото училище „Св. Йосиф“ е слято с колежа. След тази година колежът приема до около 400 ученички годишно от детското отделение до осмия гимназиален клас. По-голямата част от ученичките са настанени на пансион. През 1931 г. в гимназиалните класове има 94 ученички, от които 61 българки, 14 еврейки, 8 гъркини, 4 арменки и по две италианки, рускини и туркини. В двора на колежа е била издигната статуя на Свети Йосиф с Младенеца.
Колежът е затворен през 1948 г. след национализиране на сградата и въвеждане на високи такси от новата власт.
Днес сградата се използва от Филиала на Техническия университет, преди това е използвана от Медицинския институт.

## Възпитаници
- сестра Мариана Караколева – наградена с ордена „Кавалер на Почетния легион“